# Angstlos
Angstlos is het vierde muziekalbum van de Nina Hagen uit 1983.

## Inleiding
Angstlos leunt sterkt tegen de synthpop aan. De productie werd verzorgd door Giorgio Moroder. Moroder werd bijgestaan door één van zijn medewerkers, Keith Forsey. Het album is een jaar later ook in het Engels verschenen, onder de naam Fearless.
De twee singles van het album, "Zarah (Ich weiss, es wird einmal ein Wunder geschehn)" en "New York/N.Y.", belandden beide in de hitlijsten in de Verenigde Staten.
Het album start met "New York/N.Y.", een lofzang op New York en tegelijk een duidelijk op de dancescene gerichte song: "Der neueste Nightclub macht auf heut' nacht!". Het album vervolgt met "Was Es Ist", waarin Hagen rapt. "Lorelei" hangt weer tegen de dance aan, het daarop volgende "Zarah (Ich weiss, es wird einmal ein Wunder geschehn)" heeft breakdance-invloeden, met scratching. "Zarah" is een remake van het oorspronkelijk door Zarah Leander opgenomen "Ich weiss, es wird einmal ein Wunder geschehn". Seite 2 start met "Frühling In Paris", dat weer veel meer rock-invloeden bevat. Het album vervolgt met het dancenummer "I Love Paul" en daarna "My Sensation". Het nummer erna "Newsflash" gaf veel discussie tussen Hagen en Forsey. Hagen vond het nummer niet goed genoeg en wilde het niet op het album hebben, zij had voorkeur voor het nummer "Love In The Afternoon". Forsey drukte door. Het album sluit af met "The Change", over reïncarnatie: "There is no such a thing called death, it's just a transformation (yeah yeah yeah)".

## Musici
- Nina Hagen - zang
- Karl Rucker - basgitaar, toetsinstrumenten
- Steve Schiff - gitaar, toetsinstrumenten
- Richi Zito - gitaar
- Arthur Barrows - toetsinstrumenten
- Phil Schanel - toetsinstrumenten

## Muziek
| Nr. | Titel                                                 | Duur |
| --- | ----------------------------------------------------- | ---- |
| 1.  | New York/N.Y.                                         | 4:59 |
| 2.  | Was Es Ist                                            | 4:19 |
| 3.  | Lorelei                                               | 2:35 |
| 4.  | Zarah (ich weiss, es wird einmal ein Wunder geschehn) | 5:02 |
| 5.  | Frühling In Paris                                     | 3:35 |
| 6.  | I Love Paul                                           | 3:50 |
| 7.  | My Sensation                                          | 4:03 |
| 8.  | Newsflash                                             | 3:58 |
| 9.  | The Change                                            | 4:40 |